# Bryum gemmigerum
Bryum gemmigerum là một loài Rêu trong họ Bryaceae. Loài này được (Broth.) E.B. Bartram mô tả khoa học đầu tiên năm 1961.